# Rover Light Six
La Light Six è un'autovettura mid-size di prestigio prodotta dalla Rover dal 1927 al 1932. È stata fabbricata solamente in versione berlina in circa 8.000 esemplari.

## La vettura
La Light Six fu una delle prime Rover ad essere prodotta sotto l'egida di Spencer e Maurice Wilks, che introdussero una nuova organizzazione aziendale e dei nuovi procedimenti produttivi.
Il motore era un sei cilindri in linea da 2.023 cm³ di cilindrata a valvole in testa. Questo propulsore venne progettato da Peter Poppe, era raffreddato ad acqua ed erogava una potenza di 45 CV a 3.600 giri al minuto, che permetteva al veicolo di raggiungere una velocità massima di 97 km/h. L'alesaggio misurava 65 mm, mentre la potenza fiscale della vettura era di 16 CV.
Le sospensioni erano convenzionali per l'epoca, dato che erano formate da balestre semiellittiche sulle quattro ruote. Il cambio era manuale e tre rapporti.
Era anche disponibile una versione "Sportsman's Saloon", cioè una berlina carrozzata da Weymann, che al tempo completava abitualmente vetture Rover.
La versione "Standard" costava 325 sterline, mentre la lussuosa "Regal" era in vendita a 355 sterline. Una versione quattro porte fu disponibile negli ultimi due anni di produzione ad un prezzo di 335 sterline. Anch'essa era carrozzata da Weymann.
La Light Six diventò famosa nel mondo quando vinse per prima una competizione organizzata tra delle autovetture ed un treno, denominato train bleu, che faceva servizio in Francia tra Calais e la Costa Azzurra. Questa competizione, che si svolse tra la fine degli anni venti e l'inizio degli anni trenta, vedeva la partecipazione di vari piloti gareggiare contro il treno sopramenzionato con una propria autovettura oppure un veicolo sponsorizzato.

## La sfida con ilTrain bleu
Nel gennaio del 1930, la Rover comparve prepotentemente sulla stampa mondiale dopo che la Casa automobilistica britannica annunciò la sua partecipazione alla sfida con il Train bleu, che consisteva, come già accennato, in una gara tra il convoglio menzionato e delle automobili.
All'epoca questa competizione era piuttosto famosa tra gli appassionati di automobilismo, anche perché nessuna autovettura era mai riuscita a battere il treno, sebbene i tentativi fossero stati parecchi. L'atto di promuovere per la Light Six una campagna pubblicitaria che facesse presa sul pubblico e che agisse da preambolo alla corsa, fu un'idea del pubblicista e pilota Dudley Noble, che era destinato anche a guidare la vettura nella gara. L'impresa era però difficile, dato che il treno aveva una velocità media appena inferiore ai 40 mph (circa 64 km/h), e le autovetture dovevano anche mettere in conto le eventuali deviazioni. Per sconfiggere il treno, la Light Six di Noble avrebbe dovuto guidare ininterrottamente da Calais alla Costa Azzurra. La Rover Light Six raggiunse però una media di 38 mph nel suo viaggio, e quindi riuscì a battere il tempo previsto di 20 ore del treno. Impiegando venti minuti in meno rispetto al convoglio, quest'ultimo venne sconfitto per la prima volta e la Rover divenne famosa nel mondo grazie soprattutto alla stampa, particolarmente per il contributo del Daily Express.
Nel marzo del 1930 Woolf Barnato tentò di migliorare il record compiuto dalla Light Six con una Bentley Speed Six, scommettendo sull'impresa 100 sterline. Sfidò il treno da Cannes a Calais, per poi salire su un traghetto ed approdare a Dover, e proseguire quindi verso Londra in autostrada. Barnato vinse la gara, e la berlina carrozzata da Mulliner che guidò durante la gara, oltre ad una Sportsman Coupé aerodinamica carrozzata da Gurney Nutting che prese in consegna il 21 maggio 1930, divennero note come Blue Train Bentley; la seconda vettura è ritenuta erroneamente come quella che gareggiò contro il Train bleu, mentre di fatto Barnato la chiamò così in ricordo della sua gara.